# Monte Cradle
Il monte Cradle (in inglese Cradle Mountain) è una cima montuosa che conferisce anche il nome alla località circostante situata nello stato australiano della Tasmania. La montagna rientra nel Parco nazionale del monte Cradle e del lago St Clair e, con i suoi 1.545 metri di altezza sul livello del mare, risulta la sesta vetta più elevata dell'isola.
L'insediamento di dimensione maggiore più vicino al monte si trova a circa 109 chilometri a ovest e corrisponde alla città di Westbury. Nei dintorni, in un'area compresa a livello amministrativo tra varie municipalità quali Meander Valley, Kentish e West Coast, il censimento del 2016 ha evidenziato la presenza di 69 abitanti. Il monte Cradle occupa una piccola area nel nord-ovest della località con cui a livello topografico si indica l'area (così battezzata per la prima volta nel 1969), per l'esattezza nella metà settentrionale del parco nazionale in cui rientra. La Route C132 (chiamata via del monte Cradle o del lago Dove) giunge nei pressi del luogo da nord e prosegue il suo tragitto a meridione, fino al lago Dove, dove termina. L'isolamento topografico è pari a 4,95 km.

## Storia

### Epoca antica
Il monte Cradle si trova tra il fiume Big e le località abitate in tempi antichi dagli aborigeni della Tasmania settentrionale. Quando giunsero i coloni europei, seguì un lungo sterminio dei nativi: gli ultimi aborigeni che vivevano ancora come nei secoli precedenti nell'area risiedevano appena a sud di Cradle nel 1836.

### Primo insediamento europeo
Gli europei esplorarono e scalarono per la prima volta il monte Cradle nel 1827-1828 con Joseph Fossey e Henry Hellyer. I due si fecero strada nella regione settentrionale della Tasmania e effettuarono rilevamenti per conto della Van Diemen's Land Company.
I cacciatori di animali lavorarono in zona dal 1860 fino alla crisi del commercio di pellicce avvenuta circa un secolo dopo, negli anni Cinquanta, quasi in concomitanza con quando la caccia nel parco fu dichiarata illegale. Sopravvivono oggi dei rifugi, tra cui Du Cane e Pine Valley, e sono evidenti i segni della presenza umana per via del disboscamento in vari punti. A tal proposito, una vasta distesa di pini di re Billy (Athrotaxis selaginoides) fu scoperta da James Smith nel 1869: nei decenni successivi questa boscaglia fu quasi interamente distrutta senza interruzione fino al 1969. Il figlio di Smith continuò a disboscare l'area su terreno privato (ma adiacente al Parco nazionale) dopo il 1969, scatenando le violenti proteste dell'opinione pubblica.
Le pecore e le capre risultavano tra le specie animali più impiegate negli allevamenti.

### Tutela ambientale e turismo
Nel 1910 Gustav e Kate Weindorfer scalarono il monte Cradle: una volta ammirato da lassù il panorama, lasciandosi impressionare dalla bellezza, Gustav esclamò: "Quest'area deve diventare un parco nazionale per la gente per sempre. È magnifico e le persone devono conoscerlo e goderselo".

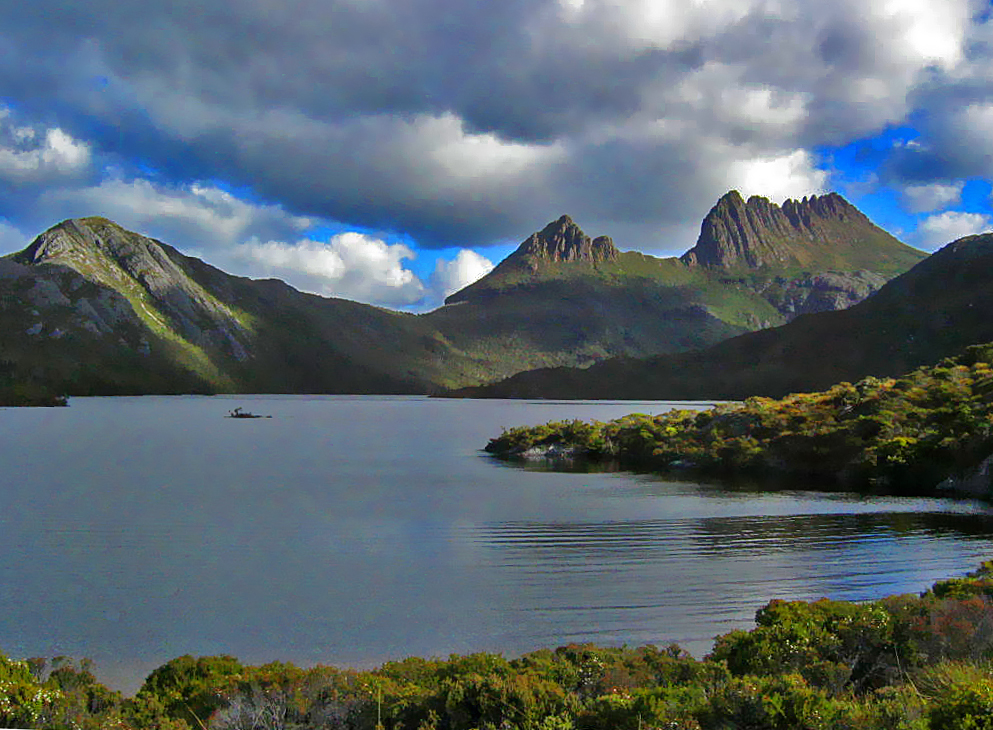
Il monte Cradle con il lago ai suoi piedi in primo piano

Da allora, avviarono una campagna volta a rendere l'area dal monte Cradle al lago St Clair un parco nazionale e realizzarono un popolare chalet l'anno successivo. Il luogo è stato dichiarato riserva panoramica nel 1922, poi riserva naturale nel 1927 e infine parco nazionale nel 1947. Durante tale periodo di transizione, i vecchi cacciatori e fabbricatori di pellicce iniziarono a costruire capanne e guidare gli escursionisti.
Nel 1969 il cacciatore di pellicce Bert Nichols percorse il cammino dell'Overland (Overland Track) partendo dal monte Cradle e dirigendosi a sud verso il lago St Clair. Nel 1969, l'itinerario è stato consolidato e utilizzato anche da esploratori autonomi.

## Geografia
La montagna sorge a ridosso del lago Dove (localizzato a 934 metri di altezza), il lago Wilks e il lago Crater.
La montagna conta quattro vette che hanno una propria denominazione: in ordine di altezza, vi sono il Cradle (1.545 m), lo Smithies (1.527 m), il Weindorfers (1.459 metri) e Little Horn (1.355 m).
Il suo nome deriverebbe dalla forma che ricorda molto una cassetta o culla a bilanciere, ovvero un arnese utilizzato in passato per l'estrazione mineraria, in particolare di quella dell'oro.

### Geologia
Il monte Cradle si compone di dolerite ignea che si è intromessa negli strati sedimentari nel Permiano-Giurassico, raffreddandosi per formare poi un ampio strato duro. La successiva erosione della glaciazione del Pleistocene permette oggi di ammirare le calotte di dolerite sul monte Cradle e sulle vette circostanti.

## Accesso
L'area intorno alla montagna conta un gran numero di percorsi per passeggiate giornaliere, oltre ad essere il capolinea dell'Overland Track. Quest'ultimo si snoda attraverso una varietà di paesaggi fino all'estremità opposta - localizzata 80,8 chilometri km a sud del punto d'inizio, al lago St Clair, il più profondo dell'Australia.
La montagna è scalata dagli escursionisti praticamente in tutti i mesi dell'anno. La salita sulla parete rocciosa della montagna comporta un'arrampicata su grandi massi per diverse centinaia di metri. Durante l'intera scalata si è esposti alle intemperie che possono arrivare rapidamente, mentre scalare i pendii superiori in inverno può essere pericoloso a causa del ghiaccio scivoloso presente sulle rocce e per via dei numerosi centimetri neve che coprono buche e altre insidie. Dalla vetta, è possibile scorgere il lago sottostante, il Barn Bluff e il monte Ossa.

## Clima
Nei pressi del monte il clima è emiboreale oceanico (Cfc) con estati fresche e inverni freddi e molto nevosi, ai sensi della classificazione di Köppen; le precipitazioni risultano costanti durante tutto l'anno. I dati climatici provengono dalla stazione di rilevamento meteorologica situata a 903 metri di altezza lungo le pendici occidentali, le quali non sono riparate dal vento. I giorni di neve, in media, si attestano a 47,9 nell'arco di un anno.
| Dati climatici della valle di Cradle (903 m s.l.m.) | Mesi  | Mesi  | Mesi  | Mesi  | Mesi  | Mesi  | Mesi  | Mesi  | Mesi  | Mesi  | Mesi  | Mesi  | Stagioni | Stagioni | Stagioni | Stagioni | Anno    |
| Dati climatici della valle di Cradle (903 m s.l.m.) | Gen   | Feb   | Mar   | Apr   | Mag   | Giu   | Lug   | Ago   | Set   | Ott   | Nov   | Dic   | Est      | Aut      | Inv      | Pri      | Anno    |
| --------------------------------------------------- | ----- | ----- | ----- | ----- | ----- | ----- | ----- | ----- | ----- | ----- | ----- | ----- | -------- | -------- | -------- | -------- | ------- |
| T. max. media (°C)                                  | 16,6  | 17,0  | 14,4  | 10,8  | 7,9   | 5,1   | 4,6   | 4,9   | 7,5   | 10,5  | 12,8  | 15,2  | 16,3     | 11,0     | 4,9      | 10,3     | 10,6    |
| T. min. media (°C)                                  | 5,2   | 5,9   | 4,7   | 3,1   | 1,5   | −0,2  | −0,2  | −0,5  | 0,3   | 1,5   | 2,5   | 4,1   | 5,1      | 3,1      | −0,3     | 1,4      | 2,3     |
| T. max. assoluta (°C)                               | 30    | 30,5  | 25,1  | 20,0  | 17,8  | 11,1  | 11,5  | 12,7  | 17,9  | 19,9  | 22,0  | 27,0  | 30,5     | 25,1     | 12,7     | 22,0     | 30,5    |
| T. min. assoluta (°C)                               | −1    | −1,9  | −2,5  | −4,0  | −8,3  | −8,3  | −7,8  | −8,5  | −8,0  | −5,0  | −3,5  | −1,3  | −1,9     | −8,3     | −8,5     | −8,0     | −8,5    |
| Precipitazioni (mm)                                 | 148,8 | 121,9 | 148,1 | 204,1 | 276,4 | 272,3 | 315,7 | 301,7 | 269,4 | 252,4 | 205,1 | 181,7 | 452,4    | 628,6    | 889,7    | 726,9    | 2 697,6 |
| Giorni di pioggia                                   | 16,9  | 14,0  | 17,9  | 19,1  | 21,4  | 22,2  | 23,3  | 23,8  | 21,7  | 21,4  | 18,4  | 18,3  | 49,2     | 58,4     | 69,3     | 61,5     | 238,4   |
| Umidità relativa media (%)                          | 74    | 77    | 84    | 89    | 90    | 92    | 93    | 90    | 85    | 80    | 77    | 74    | 75       | 87,7     | 91,7     | 80,7     | 83,8    |

## Flora, fauna e funghi

### Flora
L'area è ricoperta da una varietà di specie vegetali tipiche del piano montano, tra cui il faggio deciduo colorato (Nothofagus gunnii), che è di per sé un'anomalia dato che la maggior parte della flora autoctona australiana risulta sempreverde. La felce corallina alpina (Gleichenia alpina) e la button grass (Gymnoschoenus sphaerocephalus) dominano le zone alpine più umide vicino alla cima della montagna. Svariati esemplari di eucalipto della Tasmania (Eucalyptus coccifera) si possono trovare a quote leggermente inferiori accanto ad altre specie quali euphrasia collina, richea scoparia, bellendena, telopea truncata, il pino di Cheshunt (Diselma archeri) e pino a matita (Athrotaxis cupressoides). Nel cuore delle valli che circondano la montagna, si ravvisano il faggio del mirto (nothofagus cunninghamii), richea pandanifolia, il sassafrasso (Atherosperma moschatum), il pino di re Billy (Athrotaxis selaginoides) e phyllocladus aspleniifolius formano una fitta foresta pluviale temperata con un fitto sottobosco composto da muschi e licheni.

### Fauna
Per quanto concerne la fauna, sono comunemente avvistabili i vombati comuni (Vombatus ursinus), i diavoli della Tasmania (Sarcophilus harrisii) e le echidne (Tachyglossidae), oltre che diverse specie ornitologiche come la rosella verde (Platycercus caledonicus), il currawong nero (Strepera fuliginosa), la balia ventrerosa (Petroica rodinogaster) e il rombo di Tasmania (Sericornis humilis), mentre il falco pellegrino (Falco peregrinus) e l'aquila codacuneata (Aquila audax), il più grande rapace dell'Australia, nidificano nelle rientranze.
Nella zona si trova anche il serpente tigre (Notechis scutatus), una specie altamente velenosa.

### Funghi
Anche i funghi fanno parte della biodiversità del parco. Mentre il piano di gestione per il parco nazionale del monte Cradle-lago St Clair riferisce solo di quelli più pericolosi (Phytophthora cinnamomi e Chalara australis) per avvisare i turisti, oltre a menzionare quelli infestanti, il parco offre una varietà di funghi che svolgono ruoli ecologici benefici. I parassiti, spesso considerati negativamente, sono una parte vitale di ecosistemi sani, in quanto giocano alcuni ruoli negli stessi.

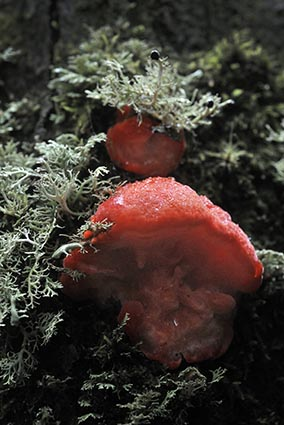
La staffa di fragola (Tyromyces pulcherrimus)

In quanto riciclatori primari di materia organica, i funghi saprobici abbattono i rami caduti e la lettiera fogliare, rendendo disponibili nutrienti vitali per altri organismi. Altre specie formano relazioni simbiotiche con altri organismi: sebbene ciò venga raramente riconosciuto, la grande maggioranza delle piante nel Parco nazionale del monte Cradle-lago St Clair (e, in effetti, nel mondo) forma relazioni micorriziche reciprocamente vantaggiose con i funghi (si pensi ai licheni).
Diverse centinaia di specie sono già state studiate da naturalisti sul campo e catalogate nell'Atlas of Living Australia.
Sebbene l'Australia abbia strategie di conservazione della biodiversità a livello nazionale e statale e abbia ratificato convenzioni internazionali, la maggior parte trascura i funghi, inclusa la Strategia per il patrimonio naturale della Tasmania, che fa solo un riferimento generico a tale regno.
Una delle specie più caratteristiche che cresce nelle parti più umide del parco è la staffa di fragola (Tyromyces pulcherrimus), il quale cresce nei pressi dei faggi e di altre specie simili. L'organizzazione australiana per la scienza dei cittadini, Fungimap, sta documentando e mappando la distribuzione dei funghi, compresi quelli che si rintracciano nei parchi nazionali.

## Galleria d'immagini

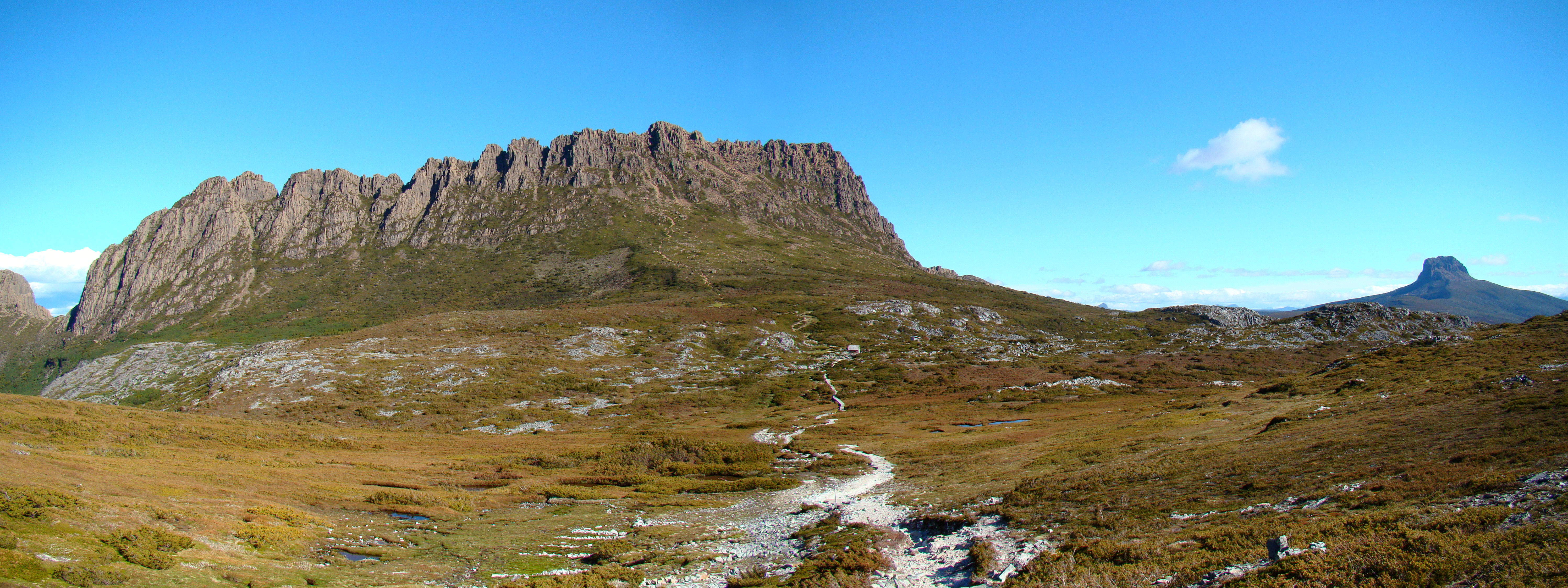
Panorama da ovest: si scorge il monte Cradle Mountain e, in lontananza, il Barn Bluff
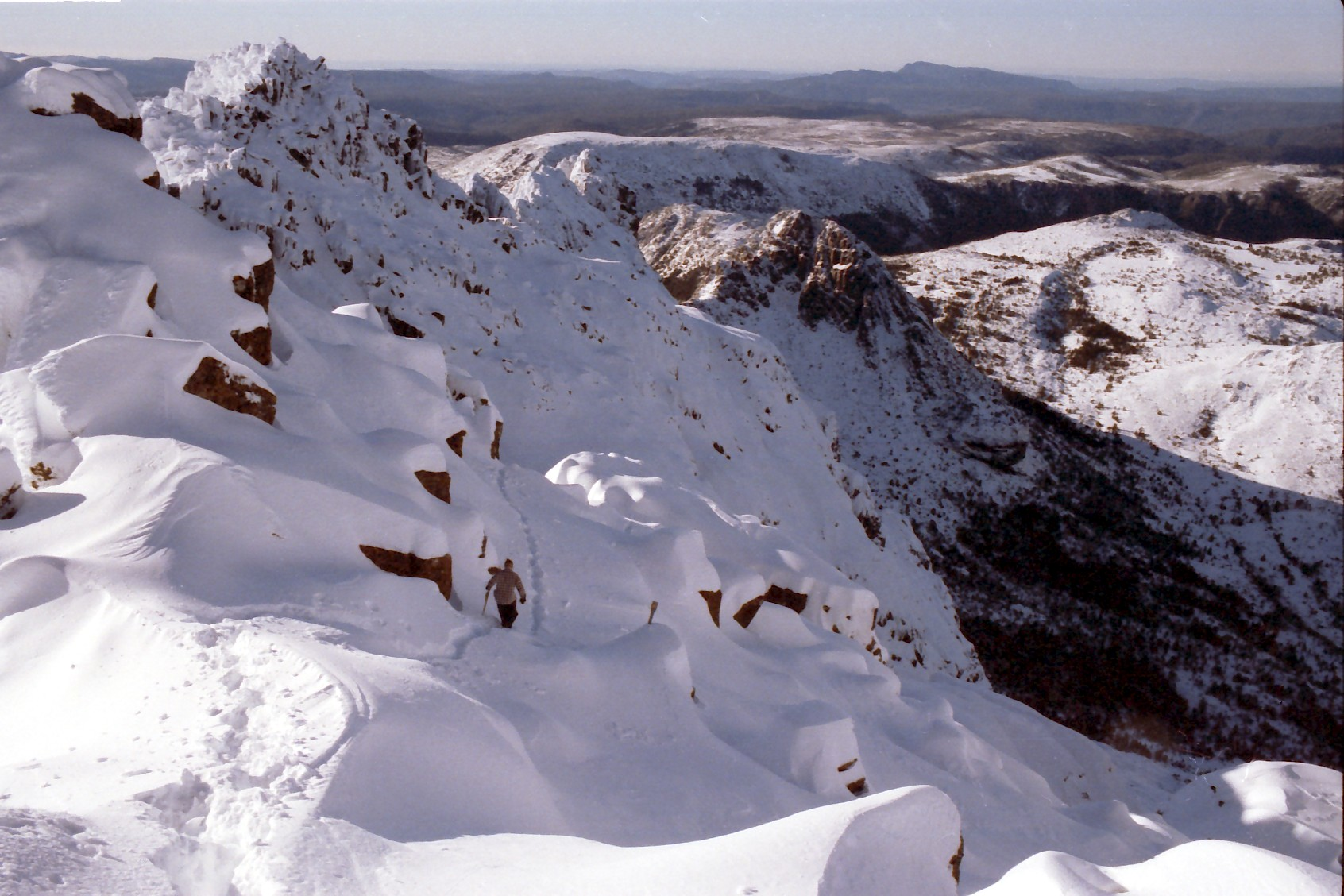
La vetta in inverno
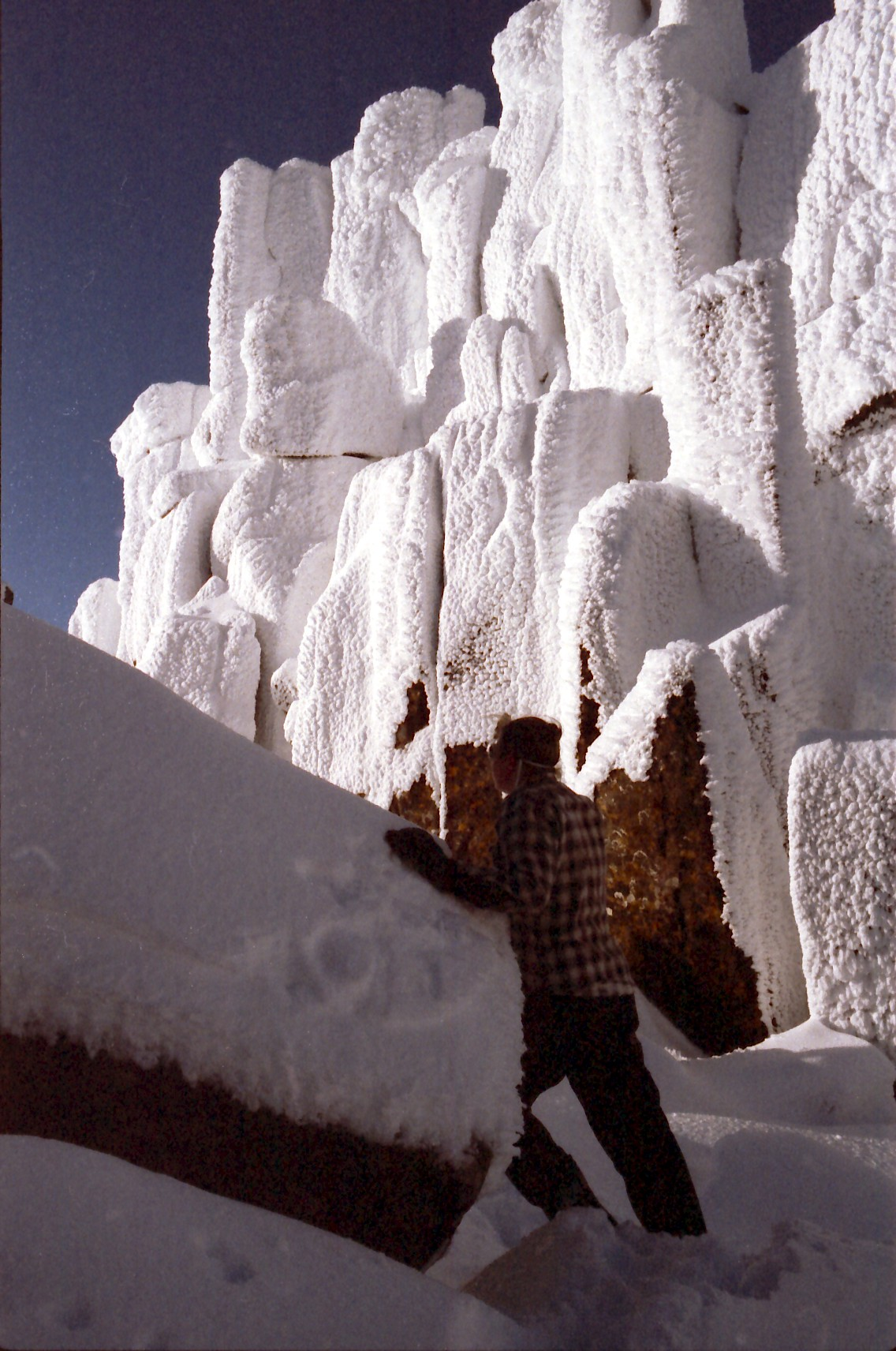
La vetta in inverno
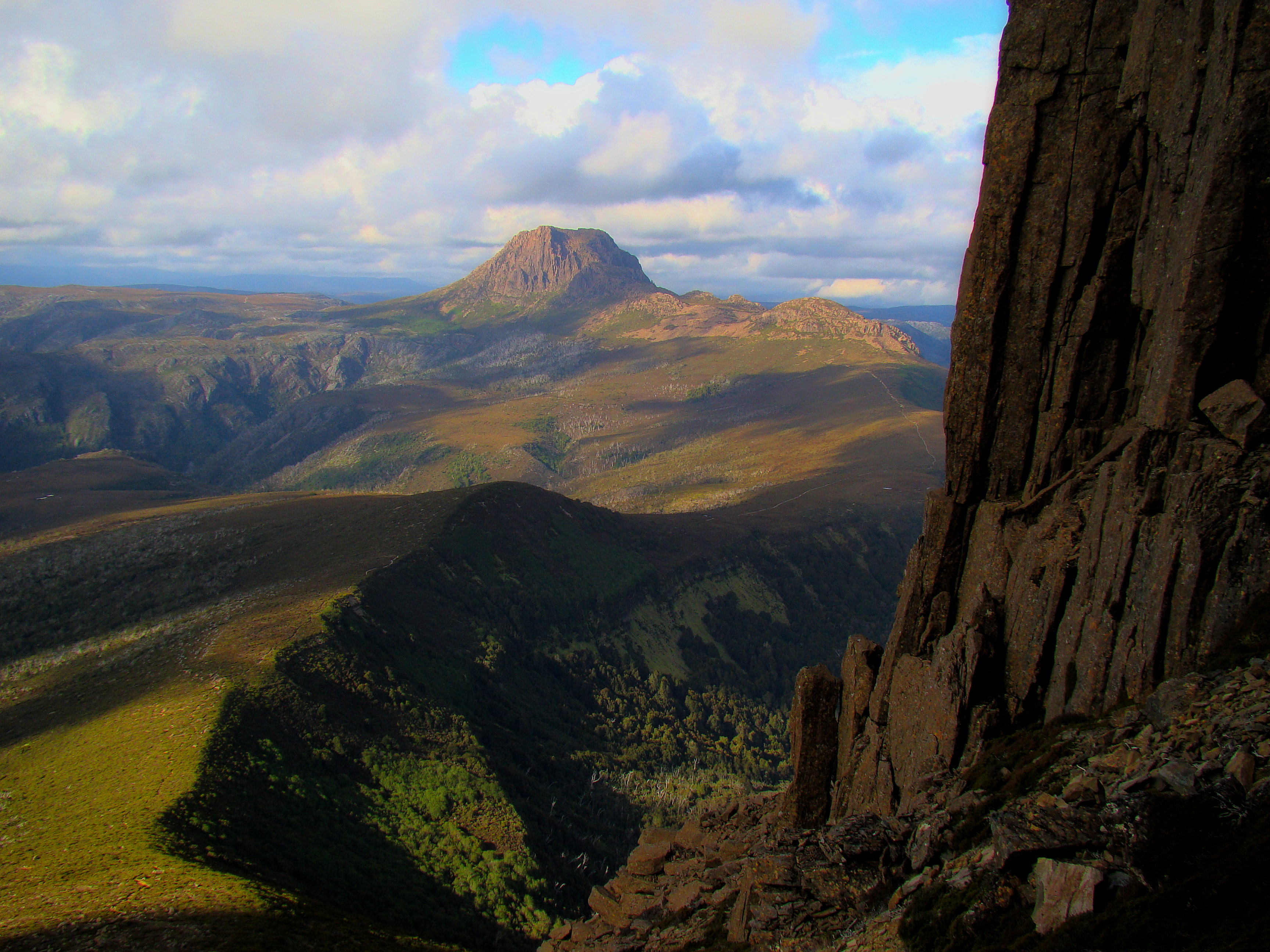
Il Cradle visto dal vicino Barn Bluff
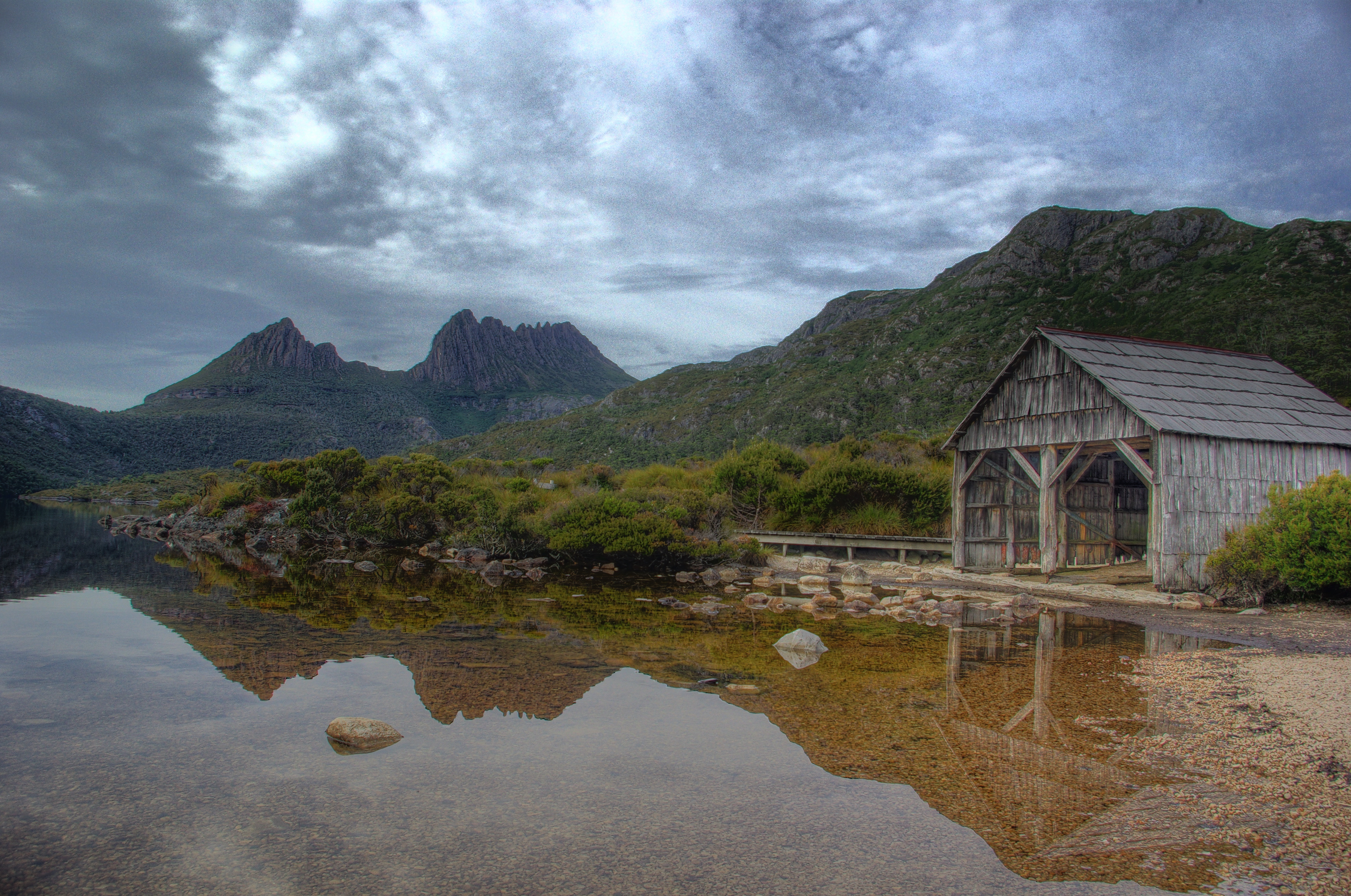
Vista sul lago Dove: il capannone per barche è stato costruito negli anni '40
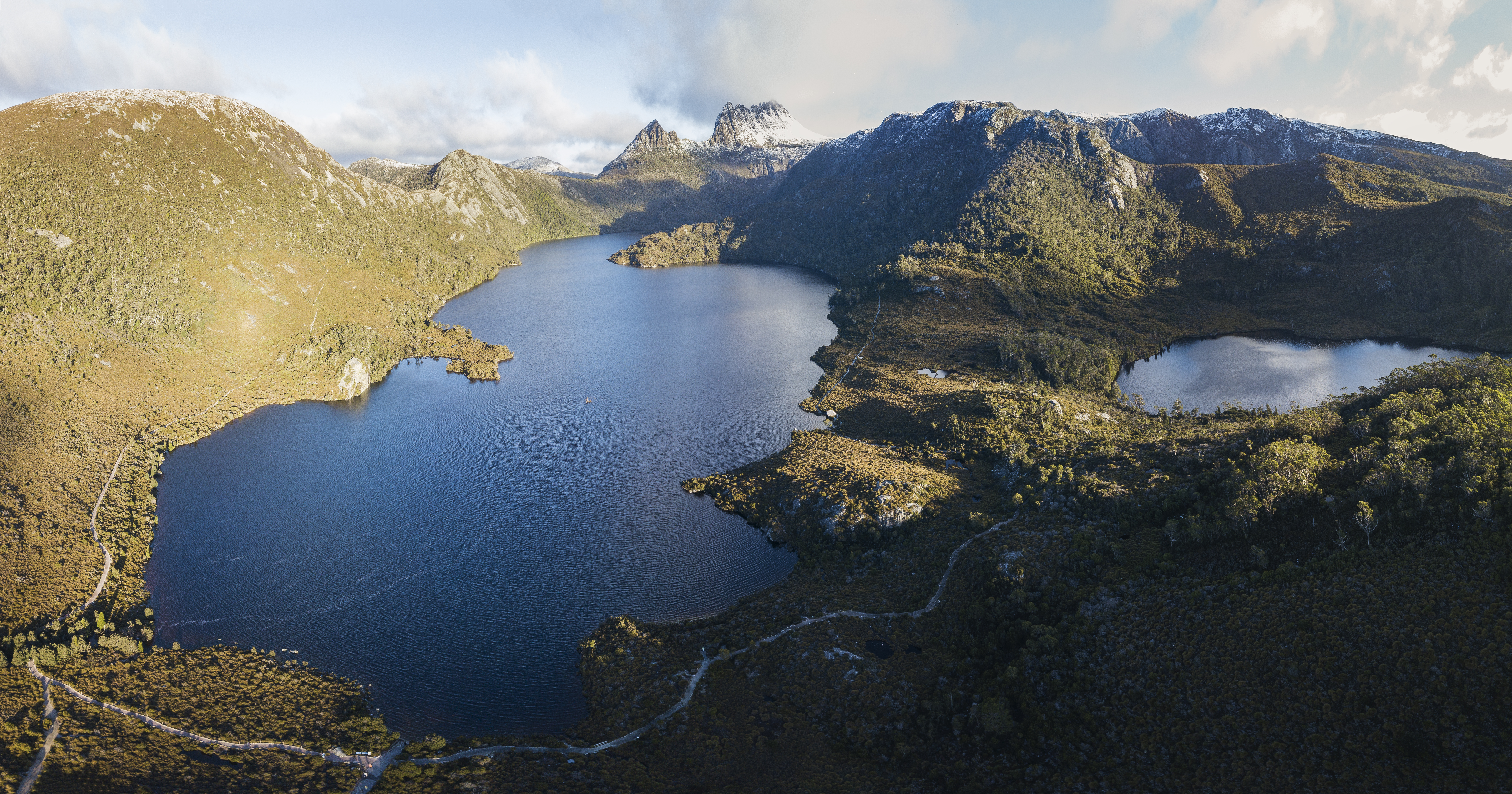
Panoramica aerea del monte e del lago adiacente